# Alessandro Pozzi (ciclista 1969)
Alessandro Pozzi (Busto Arsizio, 25 agosto 1969) è un ex ciclista su strada italiano.

## Biografia
Nato nel 1969 a Busto Arsizio, in provincia di Varese, da dilettante ha vinto la Coppa Colli Briantei con la S.C. Mobili Lissone nel 1991 e il Circuito Alzanese e i Trofei Pina e Mario Bazzigaluppi e Sportivi Magnaghesi con la Viris Vigevano nel 1995.
Nel 1996, a 27 anni, è passato professionista con la Cantina Tollo, vincendo in quell'anno la 5ª tappa del Circuit des Mines. L'anno successivo, con la stessa squadra, ha preso parte al Giro d'Italia, terminando 74º.
Nel 1998 è passato alla Mobilvetta, ottenendo la sua seconda vittoria da professionista, la classifica generale dell'Herald Sun Tour.
Nel 1999, con la sua nuova squadra, la Amica Chips, ha preso parte alla Vuelta a España, arrivando 109º.
Ha chiuso la carriera nel 2001, a 32 anni, dopo un anno alla Jazztel e uno agli svizzeri della KIA Suisse.

## Palmarès
- 1991 (S.C. Mobili Lissone, Dilettante, 1 vittoria)

Coppa Colli Briantei
- 1995 (Viris Vigevano, Dilettante, 3 vittorie)

Trofeo Pina e Mario Bazzigaluppi
Circuito Alzanese
Trofeo Sportivi Magnaghesi
- 1996 (Cantina Tollo, 1 vittoria)

5ª tappa Circuit des Mines (Trieux > Saint-Avold)
- 1998 (Mobilvetta, 1 vittoria)

Classifica generale Herald Sun Tour

## Piazzamenti

### Grandi Giri
- Giro d'Italia

1997: 74º
- Vuelta a España

1999: 109º